# Zeiten ändern dich
Zeiten ändern dich ist eine Filmbiographie aus dem Jahr 2010, für deren Drehbuch sich Bernd Eichinger von der Autobiografie des Rappers Bushido inspirieren ließ. Bushidos neuntes Soloalbum, das ebenfalls den Titel Zeiten ändern dich trägt, stellt gleichzeitig den Soundtrack zum Film dar.
Die Deutschlandpremiere des überwiegend in Berlin-Kreuzberg gedrehten Films fand am 3. Februar 2010 in Berlin statt.

## Handlung
Anis Mohamed Youssef Ferchichi, genannt „Bushido“, ist als erfolgreicher Rapper auf Tournee durch Deutschland, als ihn eine Postkarte seines Vaters erreicht. Erinnerungen an sein bisher schwieriges Leben werden wach. Nun lässt er es noch einmal Revue passieren.
Anis verbringt seine Kindheit und Jugend in einem sozialen Brennpunkt von Berlin. Er wächst in einem gewalttätigen Umfeld auf, und seine Mutter wurde vom Vater misshandelt. In der Schule gehört er nicht zu den Besten, interessiert sich jedoch für Musik. Als er ungefähr drei Jahre alt war, verschwand sein Vater. Seine Mutter heiratet erneut und bekommt mit ihrem zweiten Ehemann erneut einen Sohn. Doch auch der neue Mann verlässt die Familie, und Anis ist „der einzige Mann im Haus“. Anis beginnt Drogen zu nehmen und damit zu handeln, hört damit jedoch auf, als seine Familie von anderen Dealern überfallen wird.
Er wendet sich der Musik zu und nimmt den Künstlernamen „Bushido“ an. Zusammen mit seinem Freund Patrick, der sich später „Fler“ nennt, wird er schließlich vom Label Hardcore Berlin unter Vertrag genommen. Als ihm der Vertrag mit „Hardcore“ ungünstig erscheint, bittet er den Berufsverbrecher Arafat um Hilfe. Dieser bedroht den Manager von Hardcore Berlin, der daraufhin den Vertrag mit Bushido auflöst. Langsam aber sicher kommt der Ruhm, seinen nächsten Vertrag hat er nicht mehr gemeinsam mit Fler, sondern mit „Kay One“ und „Nyze“ unterzeichnet. Nach seiner harten Jugend hat er es geschafft, er und seine Familie sind glücklich, und Anis versöhnt sich wieder mit seinem Vater.

## Sonstiges
- Der Schlagersänger Karel Gott, mit dem Bushido 2008 den Top-5-Hit Für immer jung aufnahm, singt das Lied im Film mit Bushido vor dem Brandenburger Tor.
- Martin Semmelrogge erscheint im Rahmen eines Cameo-Auftritts als Tätowierer.
- Die Graffiti im Film stammen zum Teil von Fler.[7]
- Im Film heißt das Pendant zu Aggro Berlin Hardcore Berlin und Sido „Skull Pal“.
- Bei der Österreich-Premiere am 4. Februar 2010 in Wien durfte Bushido den Kinosaal nicht betreten, da der Vorraum und der rote Teppich von den Fans gestürmt worden waren und die Sicherheit nicht mehr gewährleistet werden konnte.
- Die Spitzenorganisation der Filmwirtschaft (SPIO) verwendete den Film als Beispiel für Produktionen, die vor, während oder nach den Kinostarts rechtswidrig im Netz verbreitet werden. Der Film sei außerordentlich gut gestartet, in der Folge seien die Kinobesuche aber jäh abgebrochen. Parallel habe die Produktion die „Bestseller“-Listen illegaler Peer-to-Peer-Netze oder Streaming-Seiten angeführt.[8]
- Laut Bushido wollte der von Moritz Bleibtreu dargestellte Arafat Abou-Chaker sich selbst spielen. Da die Produzenten des Films das ablehnten, soll der wütende Abou-Chaker von der Filmfirma einen erheblichen Geldbetrag erhalten haben.[9]

## Musik im Film
- Bushido – Zeiten ändern sich (Song von Album 7)
- Bushido – Zeiten ändern dich (Song aus dem gleichnamigen Album Zeiten ändern dich)
- Chakuza feat. Bizzy Montana – Weg eines Kriegers (Song vom Album Zeiten ändern dich)
- Bushido – Reich mir nicht deine Hand (Song von Album 7)
- Bushido – Freestyle
- Bushido – Vergeben & Vergessen (Song vom Album Zeiten ändern dich)
- Karel Gott – Weißt du wohin
- Bushido – Dein Bezirk (Rap A cappella), auch bekannt als Electrofaust (Intro zum Album Vom Bordstein bis zur Skyline)
- Bushido – 4, 3, 2, 1 Vielen Dank, Aggro Berlin (Song von Album Heavy Metal Payback)
- Bushido – Intro King of Kingz (Song vom Album King of Kingz)
- Bushido – 23 Stunden Zelle (Song vom Album Zeiten ändern dich)
- Bushido feat. Sissi Boo – Beats
- Bushido feat. Karel Gott – Für immer jung (Song vom Album Heavy Metal Payback)
- Karel Gott – Die Biene Maja
- Bushido – Alles wird gut (Song vom Album Zeiten ändern dich)
- Calvin Samuel, Josh Kessler, Keith Salandy, Marc Ferrari – Go get it
- Philippe Guez – Belly Dancer
- Philippe Guez – Nomad's Land
- Derrick Carolina, Jahmal Durham, Mack Tompkins – Gangsta
- Andrea Coclough – After the violence
- Robert Joseph Walsh – Bedouin Life
- Jack Elliot – Jail Time
- Eliot Pulse, Ray Mitti – Let me see you move
- George Fenion / John Herbert Leach – Bazar
- Stephan „Gudze“ Hinz – Boogie

Außerdem rappen Bushido und Fler einen Teil des Liedes Bei Nacht von Bushido.

## Kritiken
Der Film erhielt überwiegend negative Kritiken. So bemängelte die Cinema-Redaktion, dass die Filmfiguren unsympathisch seien und mit „dummen Sprüchen, falschem Stolz und Aggressivität ihre Zeit verplempern“, während Bushido „nicht schauspielern kann und seine Musik auch nicht gerade vor Originalität sprüht.“ Ein Kritiker im Nordkurier stellte die These auf, dass Regisseur Uli Edel sein auf Filmen wie Christiane F. – Wir Kinder vom Bahnhof Zoo, Letzte Ausfahrt Brooklyn oder Der Baader Meinhof Komplex beruhendes Lebenswerk „heftig ankratzt“. Ursache hierfür seien „die völlige Undifferenziertheit der Betrachtung, der ungelenke Kommentar, Schauspiel und Dialoge auf dem Niveau einer Vorabendserie.“ Florian Koch kritisierte in der Abendzeitung, dass der Film „die Auseinandersetzung mit Erzfeind Sido unterschlägt“, während er „als fiktive Biografie immer dann am schwächsten ist, wenn er ernsthaft die Probleme des Aggrorappers analysieren will.“ Die Kritik des ddp sah „Selbstinszenierung als cooler, aufrechter Macho […] durch unfreiwillig komische Szenen und dilettantische schauspielerische Leistungen sabotiert.“ Aus dieser Sicht „ist Bushido, der sich als Erwachsener selbst spielt und die Geschichte aus dem Off erzählt […] kein schauspielerisches Naturtalent und wirkt eher peinlich.“
Ein ähnliches Bild zeichnete auch David Hugendick in der Zeit, für den es zwar noch hinnehmbar war, „dass die Ballade vom Aufstieg eines Jungen zum Hip-Hop-Star vielleicht langweiliger ist, als Bushido glaubt [...] Doch Eichinger und Edel machen daraus ein allzu müdes Kleinbürgertheater, in dem auch der geladenen Schauspielerprominenz [...] nichts Weiteres bleibt, als wie trübe Tassen in den Kulissen herumzulungern.“  Über den Schluss des Films schrieb er: „Und auch die Öffentlichkeit soll spätestens jetzt begriffen haben, dass Bushido nicht das obszöne Asphaltmännchen ist, sondern ein verspießter Durchschnittsjunge. Mit Stolz, Ehre, Mutti und Träumen. Im Grunde ist das die hohle Botschaft dieses hohlen Films.“
Im Gegensatz hierzu lobt die Bild den Film als „Ein Kino-Denkmal für Bushido, das polarisiert und versöhnt.“ Es sei „Kino zum Nachdenken“.
Die Süddeutsche Zeitung stellt fest, dass der Film „ein ganz gewöhnlicher, ästhetisch und dramaturgisch ziemlich misslungener Aufsteiger-Film genannt werden könnte, wenn er im laufenden Streit [um die Islamkritik] nicht das Ereignis dritter Art wäre.“ Die Ursache hierfür sieht Kritiker Jens-Christian Rabe vor allem darin, dass „die düsteren Seiten im Werk des einmal als homophober, sexistischer und gewaltverherrlichender Berliner Gangster lancierten Rappers [...] im Film einen milden Glanz [haben] oder gar nicht vorkommen.“ So habe in ihm „der von den Islamkritikern gegeißelte grüblerische Vorbehalt gegenüber der eigenen Kultur [...] endlich keinen Ort mehr.“ Auf dieser Grundlage biete die Produktion eine „wesentlich bequemere Version der Integration“ von Migranten als die poststrukturalistisch inspirierte Gesellschaftstheorie.

„Um den Quatsch mit Soße glaubhaft herüberzubringen, braucht es schon den echten Bushido – und der kriegt das in den  Spielszenen sogar ordentlich hin. Sobald er jedoch aus dem Off seine eigenen Gedanken und Handlungen erklärt, schmiert der Film ab: Einen ungelenkeren Sprecher hätte man kaum finden können. Sendung mit der Maus goes Problemkiez. […]“

„Und dann wollen Edel und Eichinger noch etwas anderes: Bushido ist für sie „Zeitgeschichte“, und Zeitgeschichte wollen sie erzählen. Da wird es dann finster, weil man eben nicht alle Brüche, Kanten und Falten wegbügeln kann […] Wo sind die Geschichten der „Opfer“, die auf der Strecke bleiben? […] Eichinger […] hat sich Bushido zum Männerfreund gemacht und ist sein Fan. Vielleicht hätte er einfach einen Konzert- und Musikfilm machen und einem dafür die ganzen Macho-Quatsch-Lektionen ersparen sollen, die der Film so furchtbar ernst nimmt; dieses ganze Gelaber von „Respekt“ und „Ehre“, das längst zum Genre geworden ist, einem hier allen Ernstes als Off-Stimmen-Aufstiegsweisheit verkauft werden soll: Sei krass, fleißig, frauenfeindlich, dann kannst auch du ein deutscher Spießer werden.“

„[…] Die provokante Kunstfigur wird unter Ausschluss aller brisanten Aspekte seines Oeuvres auf ein familienfreundliches Maß gestutzt. Was bleibt, ist eine ebenso banale wie vorhersehbare „Rag to Rich“-Geschichte, die keine Einblicke in die musikalische Entwicklung oder das soziale Umfeld der Berliner Rap- und Hip-Hop-Bewegung ermöglicht.“

Im Februar 2014 lag der Film mit einer Bewertung von 2,6 und 4086 Stimmen auf Platz 100 der 100 schlechtestbewerteten Filme der IMDb.